# Begonia scapigera
Espèce
Begonia scapigera est une espèce de plantes de la famille des Begoniaceae.
L'espèce fait partie de la section Loasibegonia.
Elle a été décrite en 1871 par Joseph Dalton Hooker (1817-1911).

## Répartition géographique
Cette espèce est originaire des pays suivants : Cameroun ; Congo ; Gabon ; Nigéria.

## Liste des sous-espèces
Selon Catalogue of Life (23 février 2017) :
- sous-espèce Begonia scapigera subsp. australis
- sous-espèce Begonia scapigera subsp. scapigera

Selon World Checklist of Selected Plant Families (WCSP) (23 février 2017) :
- sous-espèce Begonia scapigera subsp. australis Sosef (1994)
- sous-espèce Begonia scapigera subsp. scapigera

Selon Tropicos (23 février 2017) (Attention liste brute contenant possiblement des synonymes) :
- sous-espèce Begonia scapigera subsp. australis Sosin
- sous-espèce Begonia scapigera subsp. scapigera